# Mirsad Türkcan
Mirsad Türkcan (cyr. Мирсад Туркџан; ur. 7 czerwca 1976 w Novim Pazarze, Serbia) – turecki koszykarz, serbskiego pochodzenia, występujący na pozycji skrzydłowego. Starszy brat serbskiej piosenkarki Eminy Jahović - żony tureckiego wokalisty Mustafy Sandala.

## Osiągnięcia
Zespołowe
- Mistrz[1]:
  - Turcji (1994, 1996, 1997, 2006, 2007, 2008, 2010, 2011)
  - Rosji (2004)
- 3-krotny wicemistrz Turcji (1998, 1999, 2009)
- Wicemistrz Rosji (2005)
- Zdobywca:
  - pucharu:
    - Koracia (1996)
    - Turcji (1994, 1996, 1997, 1998, 2010, 2011)[1]

  - Superpucharu Turcji (1993, 1996, 1998, 2005, 2007)
- Finalista:
  - pucharu:
    - Rosji (2004)
    - Turcji (2006)

  - Superpucharu Turcji (1994, 1997, 1999, 2008–2011)
- 2-krotny uczestnik Final Four Euroligi (2003, 2004)

Indywidualne
- MVP[1]:
  - Euroligi (2002)
  - TOP 16 Euroligi (2003)
- Zaliczony do[1]: 
  - I składu Euroligi (2004)
  - II składu Euroligi (2002, 2003)
- Lider w zbiórkach[1]:
  - Euroligi (2002, 2003, 2011)
  - ligi włoskiej (2003)
  - ligi rosyjskiej (2005)
- Klub Fenerbahçe zastrzegł należący d niego numer 6

Reprezentacja
- Wicemistrz Europy (2001)[1]
- Uczestnik mistrzostw[1]:
  - świata:
    - 2002 – 9. miejsce
    - U–22 (1997)

  - Europy:
    - 1995 – 13. miejsce, 1997 – 8. miejsce, 1999 – 8. miejsce, 2001, 2003 – 12. miejsce, 2005 – 9. miejsce
    - U–22 (1996)
- Lider mistrzostw świata w skuteczności rzutów za 3 punkty (2002 – 63,2%)[2]